# Maison Bougenot
La maison Bougenot est une maison d'habitation de ville située au 9, rue Ali-Tur à Basse-Terre dans le département de la Guadeloupe aux Antilles françaises. Elle est inscrite aux monuments historiques en 2009.

## Historique
La maison Bougenot est bâtie en ville entre 1880 et 1891 sur un terrain, acheté par Paul Bioche, qui était précédemment une possession d'une famille de négociant depuis au moins 1780 et sur lequel existait une précédente maison. Elle est acquise en 1892 par Armand Bougenot et son épouse, qui lui donnent son nom,.
La maison est rachetée par la municipalité de Basse-Terre en 1990, reportée en 2007 à l'Inventaire général puis est inscrite, avec sa parcelle, aux monuments historiques le 19 janvier 2009.

## Architecture
La maison est un petit immeuble carré, à un étage avec un galetas, de type maison créole en bois (avec des murs à triple bardage) reposant sur des moëllons avec un toit à long pans. Elle est typique des constructions de l'île au XIXe siècle et s'inscrit historiquement dans un alignement de plusieurs édifices de ce type dans la rue (dont il ne subsiste plus que la maison Bougenot et la maison Thermes attenante, toutes deux dans un état délabré),.